# Gimnastică la Jocurile Olimpice de vară din 2020 - Sol masculin
Proba masculină de gimnastică sol de la Jocurile Olimpice de vară din 2020 a avut loc în perioada 24 iulie-1 august 2021 la Ariake Gymnastics Centre.

## Program
Orele sunt ora Japoniei (UTC+9) 
| Data                   | Timp              | Etapă                                           |
| ---------------------- | ----------------- | ----------------------------------------------- |
| Sâmbătă, 24 iulie 2021 | 10:00 14:30 19:30 | Subdiviziunea 1 Subdiviziunea 2 Subdiviziunea 3 |
| Luni, 1 august 2021    | 17:00             | Finala                                          |

## Rezultate

### Calificări
| Loc | Gimnast                | Dificultate | Execuție | Penalizare | Total  | Rezultat |
| --- | ---------------------- | ----------- | -------- | ---------- | ------ | -------- |
| 1   | Artem Dolgopyat (ISR)  | 6,6         | 8,600    |            | 15,200 | C        |
| 2   | Nikita Nagornyy (COR)  | 6,2         | 8,866    |            | 15,066 | C        |
| 3   | Ryu Sung-hyun (KOR)    | 6,9         | 8,166    |            | 15,066 | C        |
| 4   | Rayderley Zapata (ESP) | 6,5         | 8,541    |            | 15,041 | C        |
| 5   | Kim Han-sol (KOR)      | 6,5         | 8,400    |            | 14,900 | C        |
| 6   | Yul Moldauer (USA)     | 5,8         | 9,066    |            | 14,866 | C        |
| 7   | Xiao Ruoteng (CHN)     | 6,2         | 8,666    |            | 14,866 | C        |
| 8   | Milad Karimi (KAZ)     | 6,4         | 8,366    |            | 14,766 | C        |
| 9   | Shane Wiskus (USA)     | 6,0         | 8,733    |            | 14,733 | R1       |
| 10  | Daiki Hashimoto (JPN)  | 6,2         | 8,600    | 0,100      | 14,700 | R2       |
| 11  | Takeru Kitazono (JPN)  | 6,2         | 8,466    |            | 14,666 | R3       |

Rezerve
Rezervele pentru finala la sol:
1. Shane Wiskus (USA)
2. Daiki Hashimoto (JPN)
3. Takeru Kitazono (JPN)

### Finala
Sursa
| Loc | Gimnast                | Dificultate | Execuție | Penalizare | Total  |
| --- | ---------------------- | ----------- | -------- | ---------- | ------ |
| 1   | Artem Dolgopyat (ISR)  | 6,6         | 8,433    | 0,100      | 14,933 |
| 2   | Rayderley Zapata (ESP) | 6,5         | 8,433    |            | 14,933 |
| 3   | Xiao Ruoteng (CHN)     | 6,2         | 8,566    |            | 14,766 |
| 4   | Ryu Sung-hyun (KOR)    | 7,0         | 7,533    | 0,300      | 14,233 |
| 5   | Milad Karimi (KAZ)     | 6,4         | 8,033    | 0,300      | 14,133 |
| 6   | Yul Moldauer (USA)     | 5,4         | 8,133    |            | 13,533 |
| 7   | Nikita Nagornyy (COR)  | 6,4         | 6,966    | 0,300      | 13,066 |
| 8   | Kim Han-sol (KOR)      | 6,3         | 6,766    |            | 13,066 |

Medaliatul cu aur Artem Dolgopyat și medaliatul cu argint Rayderley Zapata au avut același punctaj total 14,933 points.  Conform criteriului de departajare al Federației Internaționale de Gimnastică, Dolgopyat și Zapata au avut același scor la execuție (8,433), dar Dolgopyat a avut un scor mai mare la dificultate (6,6 vs 6,5). Gimnaștii de pe locurile 7 și 8, Nikita Nagornyy și Kim Han-sol, au avut același punctaj (13,066 points), dar Nagornyy a avut un scor mai mare la execuție (6,966 vs 6,766).